# Villanueva (Bolívar)

Localização do município de Santa Catalina no departamento de Bolívar

Villanueva é um município do departamento de Bolívar, na Colômbia.